# Берёзовка (Оратовский район)
Берёзовка (укр. Березівка) — село на Украине, находится в Оратовском районе Винницкой области.
Код КОАТУУ — 0523185503. Население по переписи 2001 года составляет 77 человек. Почтовый индекс — 22625. Телефонный код — 4330.
Занимает площадь 0,692 км².

## Адрес местного совета
22625, Винницкая область, Оратовский р-н, с. Угарово, ул. Молодёжная, 3а